# Ophthalmocydrus semiorbifer
Ophthalmocydrus semiorbifer är en skalbaggsart som beskrevs av Aurivillius 1925. Ophthalmocydrus semiorbifer ingår i släktet Ophthalmocydrus och familjen långhorningar. Inga underarter finns listade i Catalogue of Life.